# Велика Буковица
Велика Буковица је насељено мјесто у граду Добој, Република Српска, БиХ. Према попису становништва из 2013. у насељу је живјело 2.669 становника.

## Историја
У турско време јединствено село Буковицу (1540–1542) чинила су садашња Велика и Мала Буковица.

## Образовање
ОШ „Милан Ракић” Руданка

## Становништво
| Демографија (Буковица Велика) | Демографија (Буковица Велика) | Демографија (Буковица Велика) |
| Година                        | Становника                    | Становника                    |
| ----------------------------- | ----------------------------- | ----------------------------- |
| 1961.                         | 1.217                         |                               |
| 1971.                         | 1.267                         |                               |
| 1981.                         | 1.460                         |                               |
| 1991.                         | 1.796                         |                               |
| 2013.                         | 2.669                         |                               |